# المسيح في اليهودية

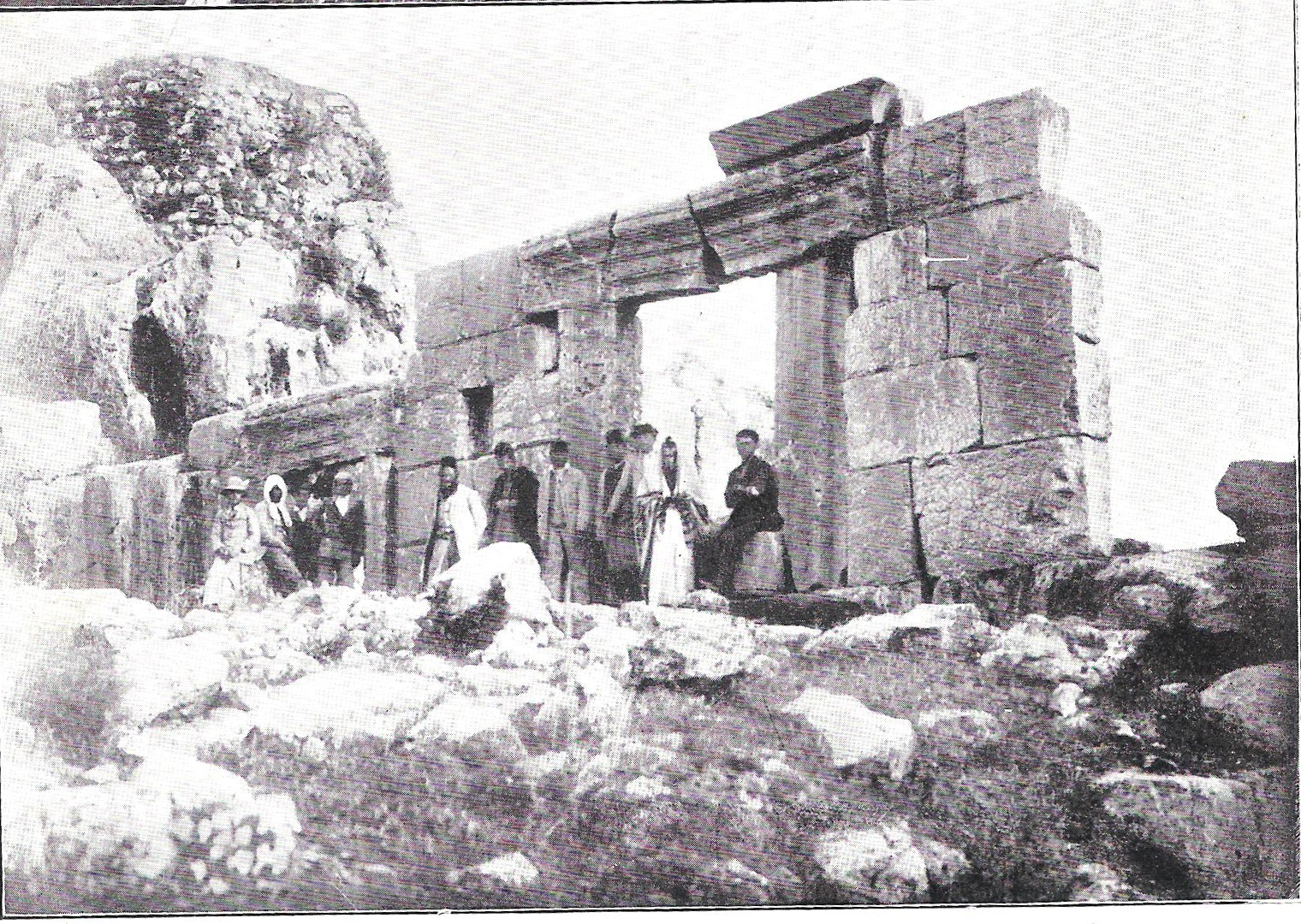

المسيح في اليهودية (بالعبرية: מָשִׁיחַ‏) ويعبر عليه بالعربية «الماشيح» هو مصطلح ظهر للمرة الأولى في الكتاب العبري لوصف الكهنة والملوك الممسوحين بالزيت المقدس. بعدئذ، اقتصر على شخص المشيح الذي جاء ليُخلّص بني إسرائيل والبشرية وأصبح أحد ركائز العقيدة اليهودية، وأمرًا مُسلّمًا به في المصادر اليهودية التقليدية واليهودية الأرثوذكسية الآن.

## وصلات خارجية
- الموسوعة اليهودية: المسيح (بالإنجليزية)